# Corktown
Corktown es un distrito histórico ubicado al occidente del Downtown en la ciudad de Detroit, la más importante de Míchigan (Estados Unidos). Es el barrio existente más antiguo de la ciudad.  Sus límites actuales son la I-75 al norte, la Lodge Freeway al oriente, las calles Bagley y Porter al sur y el Rosa Parks Boulevard (12th Street) al occidente. Fue incluido en el Registro Nacional de Lugares Históricos en 1978.
Es en gran parte residencial, a pesar de que algunos las propiedades comerciales a lo largo de Avenida de Míchigan están incluidas en el distrito. La sección residencial está listada en el Registro Nacional de Sitios Históricos y está designado como Ciudad de Detroit Distrito Histórico. El barrio tiene muchas casas más nuevas y algunos negocios irlandeses originales.

## Historia

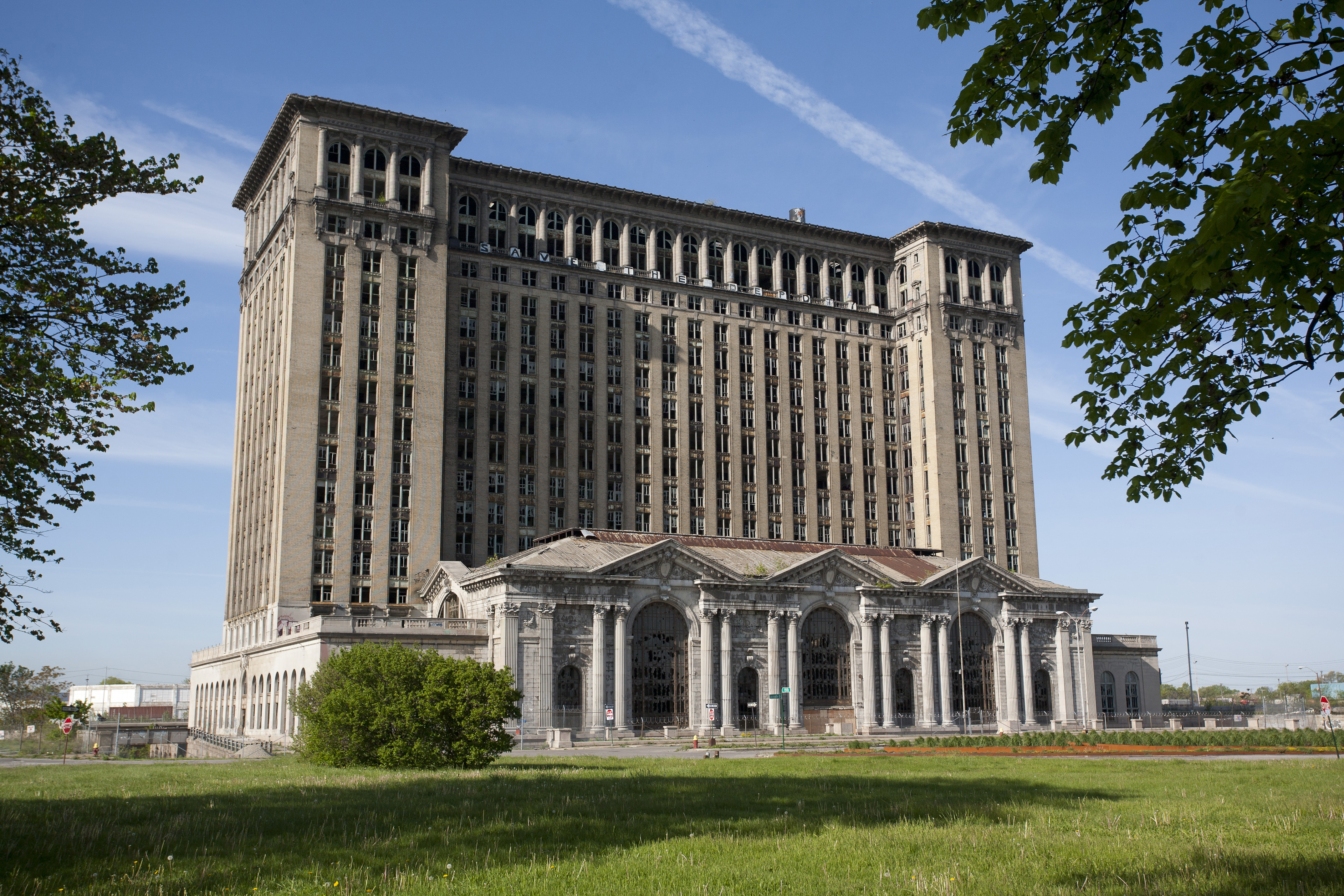
Construida en 1913, la histórica Míchigan Central Station sirvió al tráfico de pasajeros hasta 1988, después de lo cual fue abandonada.

La gran hambruna irlandesa de la papa de la década de 1840 resultó en una extensa migración irlandesa a Estados Unidos y Canadá. A mediados del siglo XIX, eran el mayor grupo étnico de Detroit.  Muchos de estos recién llegados se establecieron en el lado oeste de la ciudad; eran principalmente del condado de Cork, por lo que el vecindario llegó a conocerse como Corktown. A principios de la década de 1850, la mitad de la población del distrito 8 (que contenía Corktown) era de ascendencia irlandesa. Históricamente, el vecindario estaba delimitado por la Third Street al oriente, la Grand River Avenue al norte, la 12th Street al occidente y la avenida Jefferson y el río Detroit al sur. Desde 1855 hasta 1866 se construyó en la actual Porter St la Iglesia de la Santísima Trinidad, que fue el edificio más alto de Míchigan hasta la finalización del antiguo Ayuntamiento de Detroit en 1871.
Para la Guerra de Secesión, los inmigrantes alemanes habían comenzado a incursionar en Corktown.  Muchos inmigrantes alemanes llegaron después de las revoluciones de 1848. Para el cambio de siglo, la población irlandesa original se había difundido por la ciudad y nuevos inmigrantes, en particular mexicanos y malteses, se mudaron a estas viviendas más antiguas. A medida que avanzaba el siglo, los inmigrantes del sur de Estados Unidos y los Apalaches, tanto blancos como negros, fueron atraídos por los trabajos en la industria del automóvil y también fueron a la ciudad. A mediados del siglo XX, el área de Corktown se redujo mediante planes de renovación urbana, la construcción de instalaciones industriales ligeras y la creación de Lodge Freeway y Fisher Freeway. .

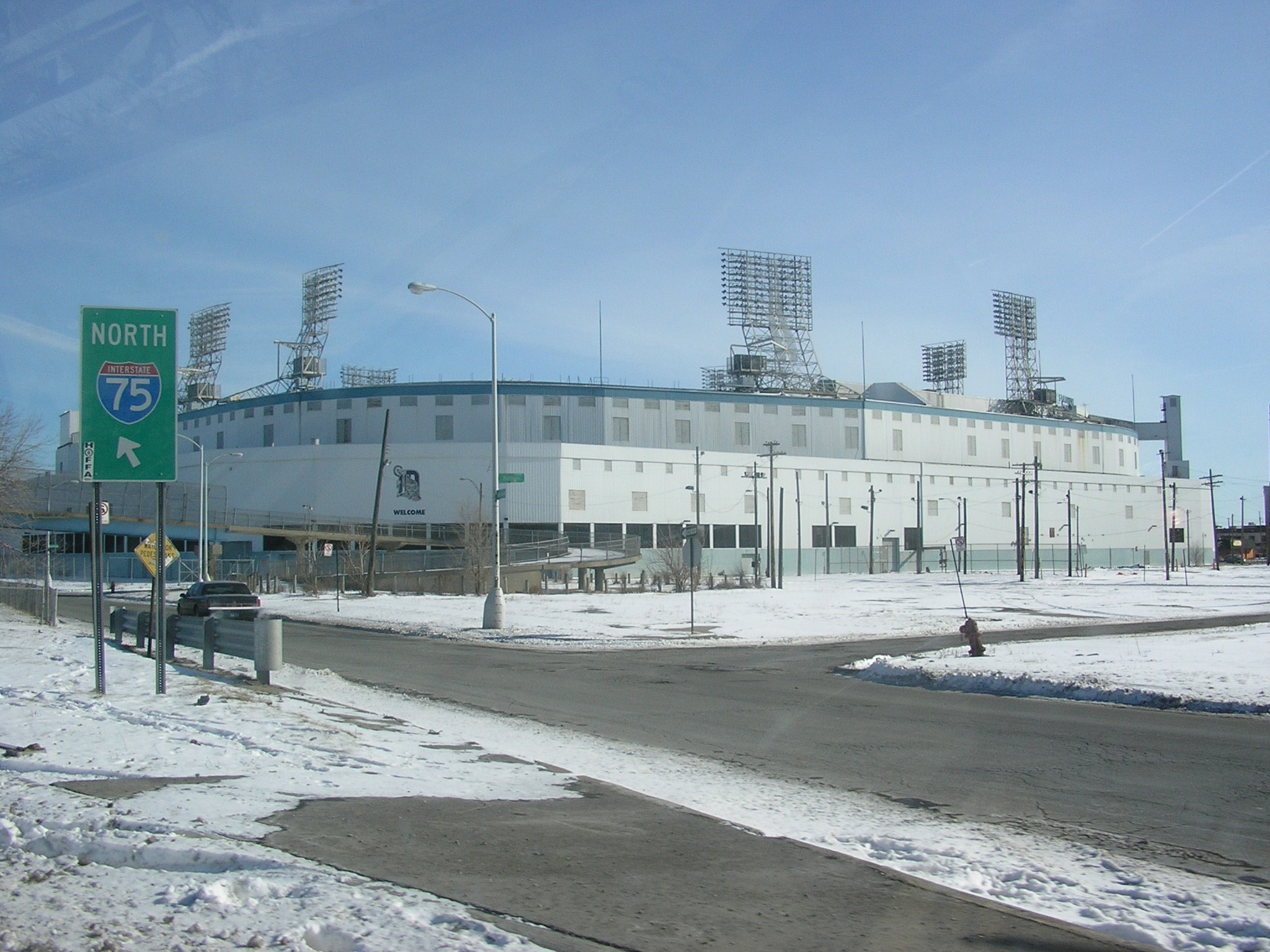
El Tiger Stadium estuvo en Corktown en la esquina de Míchigan Avenue y Trumbull Street hasta su demolición en 2009.

Ford Motor Company inició un importante impulso de remodelación en el área, que comenzó a desarrollarse en un campus urbano en Corktown en 2017 con la compra, renovación y ocupación del edificio The Factory en Michigan Ave. y Rosa Parks Blvd. Más tarde, Ford compró otras parcelas de tierra en Corktown, incluida la Míchigan Central Station y el Roosevelt Warehouse adyacente. A su vez, se han anunciado varios proyectos inmobiliarios en la zona.

## Arquitectura
Los edificios originales en Corktown son casas unifamiliares de estilo federal y casas adosadas construidas por colonos irlandeses. La casa adosada de un trabajador alrededor de 1840 se encuentra en Sixth Street y es una de las estructuras más antiguas existentes en Detroit. En años posteriores, se construyeron en el distrito casas victorianas de tamaño modesto con elementos de estilo italianizante, neogótico y Reina Ana.